# Hydra (Schiff, 1839)
Die Hydra, auch HMS Hydra, war eine Sloop, in Ausführung eines Seitenschaufelraddampfers, der gleichnamigen Klasse der britischen Marine, die von 1839 bis 1868 in Dienst stand.

## Geschichte
Bis Mitte 1841 wurde die Hydra im Mittelmeer eingesetzt; unter anderem war sie an der Eroberung von Akkon am 4. November 1840 beteiligt. Danach operierte sie in der Karibik und vor der amerikanischen Küste, wo sie Sklavenschiffe abfing. Ab 1853 bekämpfte sie den Sklavenhandel vor der afrikanischen Küste.
1863 wurde das Schiff in ein Forschungsschiff umfunktioniert und kam zuerst im Mittelmeer und ab September 1867 bei der Vermessung der Meerestiefe im Arabischen Meer zwischen Aden und Bombay zum Einsatz.

## Kommandanten
- Commander Anthony William Milward, 19. Januar 1839 – 20. Februar 1840
- Commander Robert Spencer Robinson, 1. März 1840 – Dezember 1840
- Commander Alexander Murray, 26. Dezember 1840 – August 1842
- Commander Horatio Beauman Young, 7. August 1843 – 9. November 1846[2]
- Commander Arthur Fleming Morrell, 12. November 1846 – 21. April 1847[3]
- Commander Grey Skipwith, 2. Dezember 1847 – Februar 1850[4]
- Commander Thomas Belgrave, 13. Januar 1852 – 10. August 1852
- Commander William Everard Alphonso Gordon, 11. August 1852 – 24. Oktober 1852
- Commander Henry Gage Morris, 25. Oktober 1852 – 10. Mai 1856
- Commander Richard Vesey Hamilton, 4. Juni 1858 – 26. Januar 1862
- Captain Richard Vesey Hamilton, 27. Januar 1862 – 23. August 1862
- Master Robert Brown, 16. September 1863 – 9. November 1863
- Captain Thomas Abel Brimage Spratt, 10. November 1863 – 16. Dezember 1863
- Commander Arthur Lukis Mansell, 17. Dezember 1863 – 31. Dezember 1864
- Captain Arthur Lukis Mansell, 1. Januar 1865 – Februar 1866
- Captain Peter Frederick Shortland, 1. März 1866 – Juni 1868